# Islamitische wijk (Jeruzalem)
De islamitische of Arabische wijk (Arabisch: حارة المسلمين, Hebreeuws: הרובע המוסלמי) is een van de vier overgebleven traditionele wijken waarin de Oude Stad, het stadscentrum van Jeruzalem, verdeeld was. De andere zijn de Christelijke wijk, de Joodse wijk en de Armeense wijk. Een vijfde wijk, de Marokkaanse wijk, is na de verovering van de Westelijke Jordaanoever in 1967, door Israël verwoest.  
De wijk beslaat 31 hectare en ligt in Oost-Jeruzalem in het noordoosten van het ommuurde stadsdeel en is de grootste en dichtstbevolkte van de vier met circa 26.000 inwoners. De wijk strekt zich uit van de Leeuwenpoort in het oosten, langs de noordelijke muur van de Tempelberg in het zuiden, tot de Westelijke muur vanaf de Damascuspoort in het westen. De Via Dolorosa begint in deze wijk.
De islamitische wijk had een gemengde bevolking van joden, moslims en christenen tot de onlusten in Palestina van 1929.

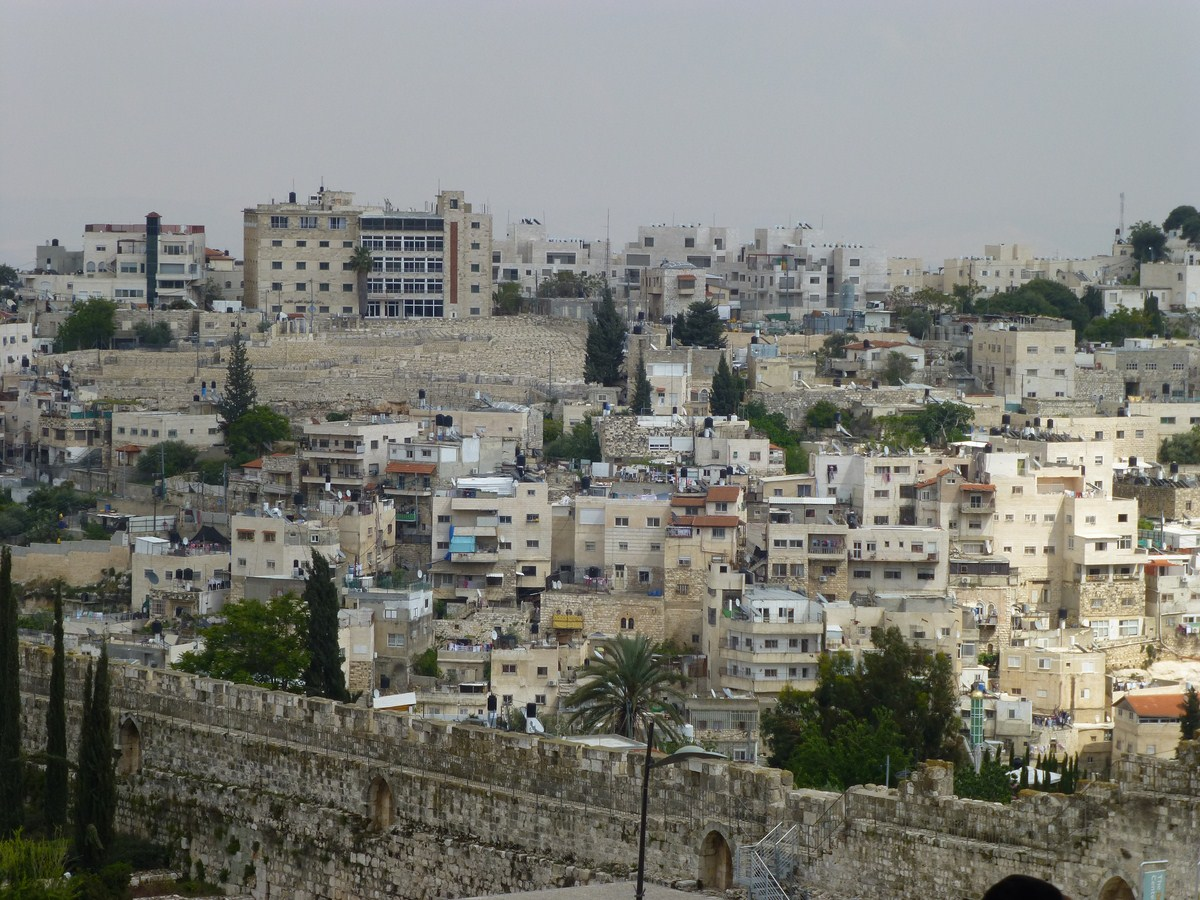
Islamitische wijk van de Oude Stad Jeruzalem, 2013
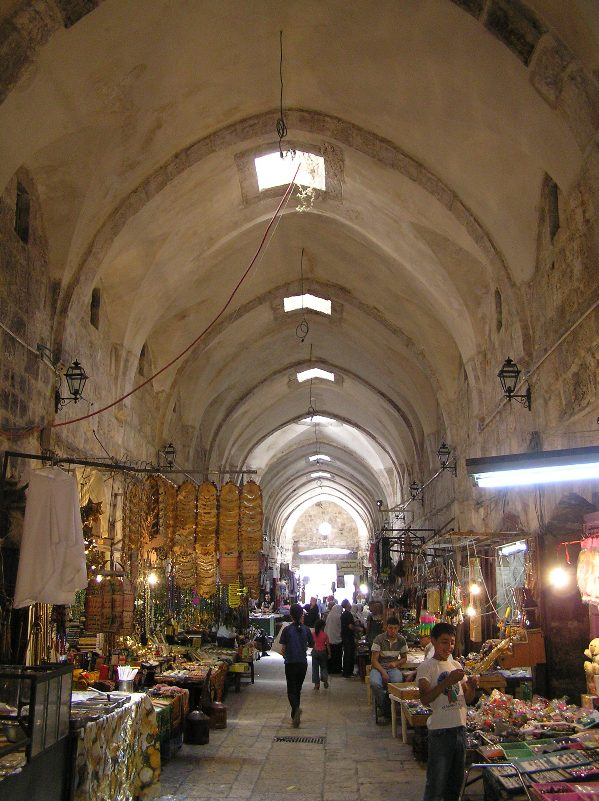
Katoenmarkt, herbouwd in 1336 door de mammelukse heerser Emir Tankiz, gouverneur van Damascus, 2005